# Patinação artística nos Jogos Asiáticos de Inverno de 2007
As competições de patinação artística nos Jogos Asiáticos de Inverno de 2007 foram disputadas no Changchun Wuhuan Gymnasium em Changchun, na China entre 1 e 3 de fevereiro de 2007. 

## Medalhistas
| Evento                          | Ouro                                   | Prata                             | Bronze                                                                       | Ref.  |
| ------------------------------- | -------------------------------------- | --------------------------------- | ---------------------------------------------------------------------------- | ----- |
| Individual masculino (detalhes) | Xu Ming · China                        | Li Chengjiang · China             | Kensuke Nakaniwa · Japão                                                     | [ 1 ] |
| Individual feminino (detalhes)  | Yukari Nakano · Japão                  | Fumie Suguri · Japão              | Xu Binshu · China                                                            | [ 1 ] |
| Duplas (detalhes)               | Shen Xue · Zhao Hongbo · China         | Pang Qing · Tong Jian · China     | Li Jiaqi · Xu Jiankun · China · Marina Aganina · Artem Knyazev · Uzbequistão | [ 1 ] |
| Dança no gelo (detalhes)        | Nozomi Watanabe · Akiyuki Kido · Japão | Huang Xintong · Zheng Xun · China | Yu Xiaoyang · Wang Chen · China                                              | [ 1 ] |

## Quadro de medalhas
| Ordem | País        | Medalha de ouro | Medalha de prata | Medalha de bronze |    |
| ----- | ----------- | --------------- | ---------------- | ----------------- | -- |
| 1     | China       | 2               | 3                | 3                 | 8  |
| 2     | Japão       | 2               | 1                | 1                 | 4  |
| 3     | Uzbequistão |                 |                  | 1                 | 1  |
| TOTAL | TOTAL       | 4               | 4                | 5                 | 13 |